# Dance of December Souls
| Оценки критиков | Оценки критиков |
| Источник        | Оценка          |
| --------------- | --------------- |
| AllMusic        | [ 4 ]           |

Dance of December Souls (рус. Танец декабрьских душ) — дебютный студийный альбом шведской метал-группы Katatonia.
Альбом был выпущен на CD в 1993 на No Fashion Records и на LP на Helion Records. В США релиз состоялся в 1999 году на Century Black. В 2004 году звукозаписывающий лейбл Black Lodge переиздал альбом с новой обложкой, но группа на своём сайте заявила, что не поддерживает этот релиз по личным причинам. В 2007 альбом был переиздан на Peaceville UK с синей версией оригинальной обложки и с пятью песнями из мини-альбома Jhva Elohim Meth в качестве бонуса. В 2010 году Svart Records выпустил двойной винил альбома, который также включает в себя все композиции из мини-альбома.
Этот альбом является первым релизом с Гийомом Ле Юшем в качестве басиста; до него Андерс Нюстрём совмещал гитару и бас-гитару.
Также этот альбом является одним из первых в жанре блэк/дум. Песни вроде «Gateways of Bereavement» и «Tomb of Insomnia» отображают всю сущность блэка/дума с их продолжительностью и ритмом относительно установок блэк-метала. Звучание необратимо отсылает к блэк-металу, но с крайней медлительностью и депрессивными песнями. В то время как Katatonia оставляет блэк/дум для решения в дальнейшем играть готик-метал и прогрессивный метал, другие группы вроде Forgotten Tomb, Barathrum и Woods of Ypres вскоре продолжат играть в духе блэка/дума.

## Список композиций
- Вся музыка принадлежит Андерсу Нюстрёму, вся лирика принадлежит Йонасу Ренксе.

| №                   | Название                       | Длительность |
| ------------------- | ------------------------------ | ------------ |
| 1.                  | «Seven Dreaming Souls (Intro)» | 0:45         |
| 2.                  | «Gateways of Bereavement»      | 8:15         |
| 3.                  | «In Silence Enshrined»         | 6:30         |
| 4.                  | «Without God»                  | 6:51         |
| 5.                  | «Elohim Meth»                  | 1:42         |
| 6.                  | «Velvet Thorns (of Drynwhyl)»  | 13:56        |
| 7.                  | «Tomb of Insomnia»             | 13:09        |
| 8.                  | «Dancing December»             | 2:18         |
| Общая длительность: | Общая длительность:            | 53:35        |

## Участники записи
Katatonia
- Йонас Ренксе — вокал, ударные, перкуссия
- Андерс Нюстрём — гитара
- Гийом Ле Юш — бас-гитара

Дополнительные участники
- Дан Сванё — клавишные

Продакшн
- Дан Сванё — сведение и инжиниринг
- Питер Дахл — мастеринг
- Том Мартинсен — дизайн обложки, фото
- Леннарт Калтеа — фото